# Botniska korridoren
Botniska korridoren är en sammankoppling av infrastrukturen i bland annat Sverige och Finland, samt med koppling till Norge, Ryssland och resten av Europa. Korridoren går mellan Mälardalen och Finlands sydkust via Haparanda, med grenar, och omfattar ett flertal järnvägar och vägar. Botniabanan och Ostkustbanan är transportleder kopplade till korridoren. Det är även Norrbotniabanan och Kvarkenbron, två projekt som kan komma att förverkligas i framtiden.
Den Botniska korridoren är en del av EU:s infrastrukturnät. Korridoren är av stor vikt för godstrafiken och handeln i Barentsregionen och EU. Därför är korridoren en del i EU:s infrastrukturplan. Projekt till korridorens fördel har därmed stor möjlighet att få finansiellt stöd från EU. 

## Viktiga faktorer
Korridoren är av stor vikt för malmfälten där en stor del av Europas järnmalm bryts. Längs med hela Norrlands kust finns även en mängd andra industrier som pappersbruk, smältverk, tillverkningsindustrier, skogsindustri, m.m. Flera stora aktörer och underleverantörer återfinns i Norrbottens och Västerbottens län samt i övriga Norrland, bland annat SSAB, LKAB, Scania Ferruform, Volvo och SCA.
En av orsakerna till behovet av bra infrastruktur anses vara de långa avstånden i Barentsregionen. 